# Domul din Aachen
Domul din Aachen este o catedrală romano-catolică din orașul Aachen, Germania. Această biserică este considerată a fi cea mai veche catedrală din Europa de Nord. Aici au fost încoronați timp de aproape șase secole împărații romano-germani, de aceea catedrala mai este numită și Catedrala Imperială a Germaniei. În prezent ea este sediul Episcopiei romano-catolice din Aachen.

## Istorie
În anul 796 Carol cel Mare a decis să construiască Capela Palatină, ce avea să fie extinsă mai târziu într-o măreață catedrală. În anul 881 capela a fost deteriorată în urma unei invazii a vikingilor, dar în anul 983 a fost restaurată și mărită. În final, în secolul al XIV-lea, i-au fost adăugate elementele gotice, iar în anul 1881 catedrala a fost din nou modificată, ajungând la forma ei actuală. În anul 1968 catedrala din Aachen a intrat în patrimoniul mondial UNESCO.

## Atracții ale catedralei
Printre cele mai faimoase atracții ale catedralei din Aachen se numără Crucea lui Lothar, Tronul lui Carol cel Mare, Candelabrul lui Barbarossa și Bustul lui Carol cel Mare, precum și mormântul său.

## Galerie de imagini

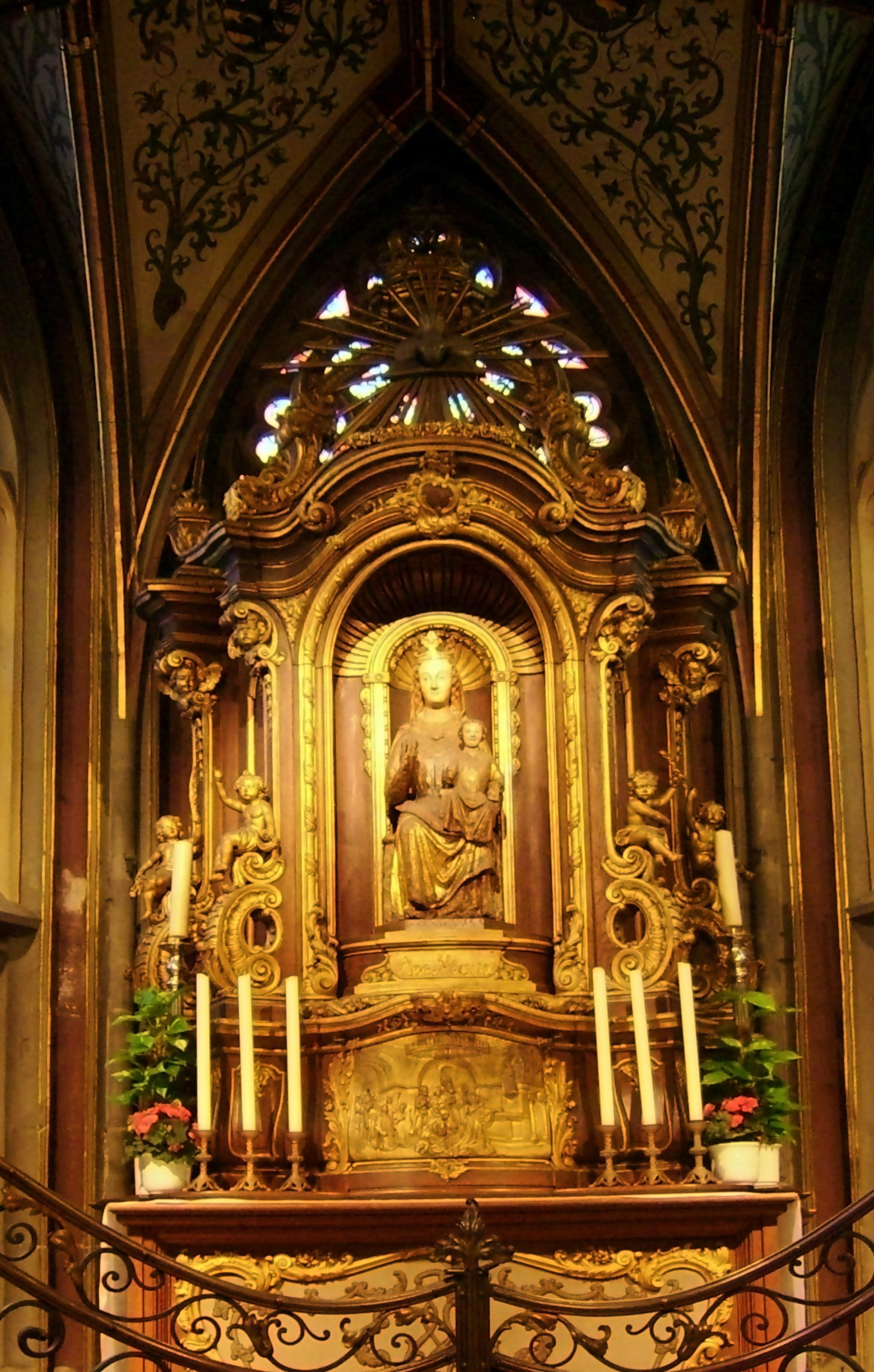
Altarul.
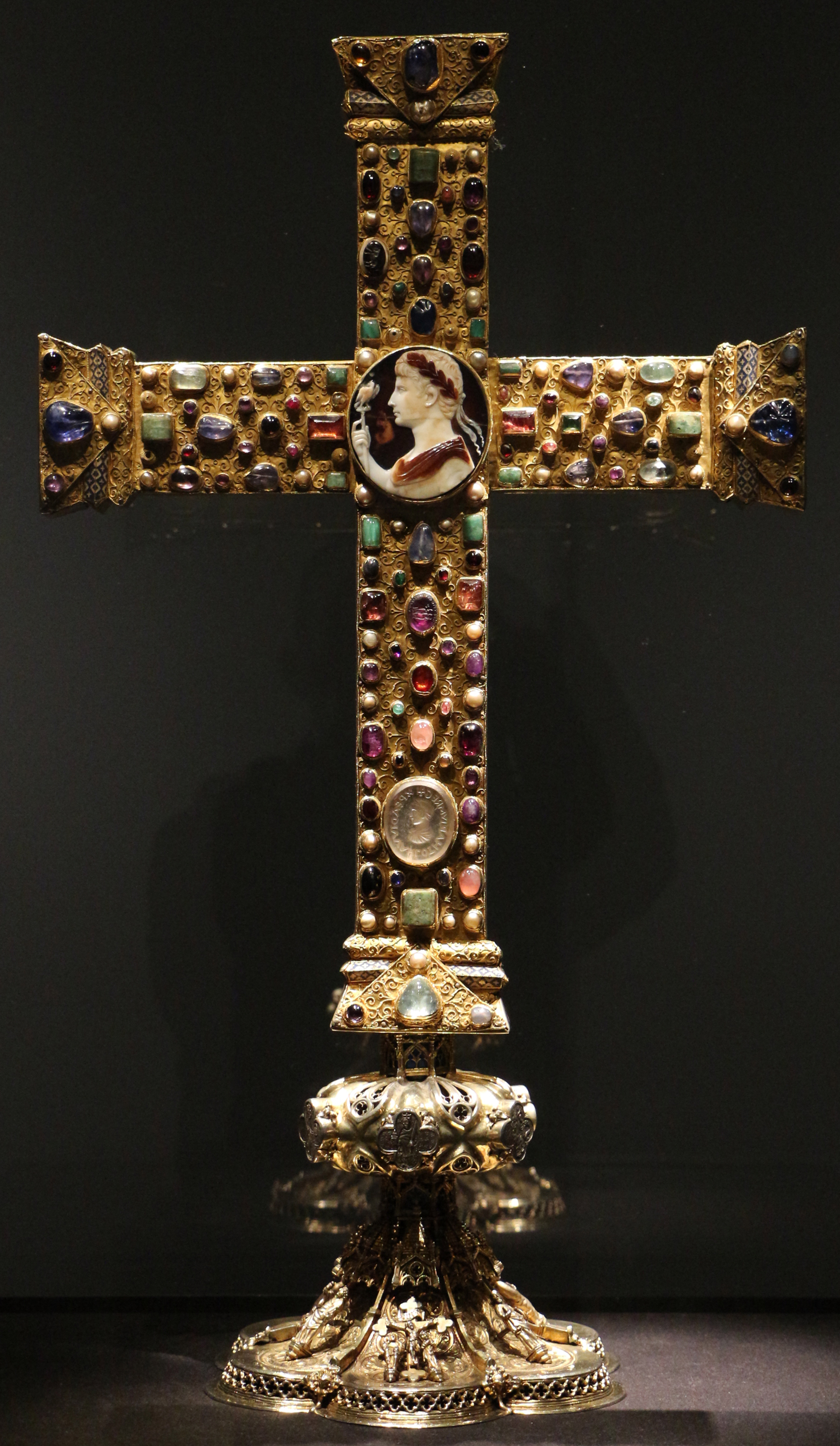
Crucea lui Lothar.
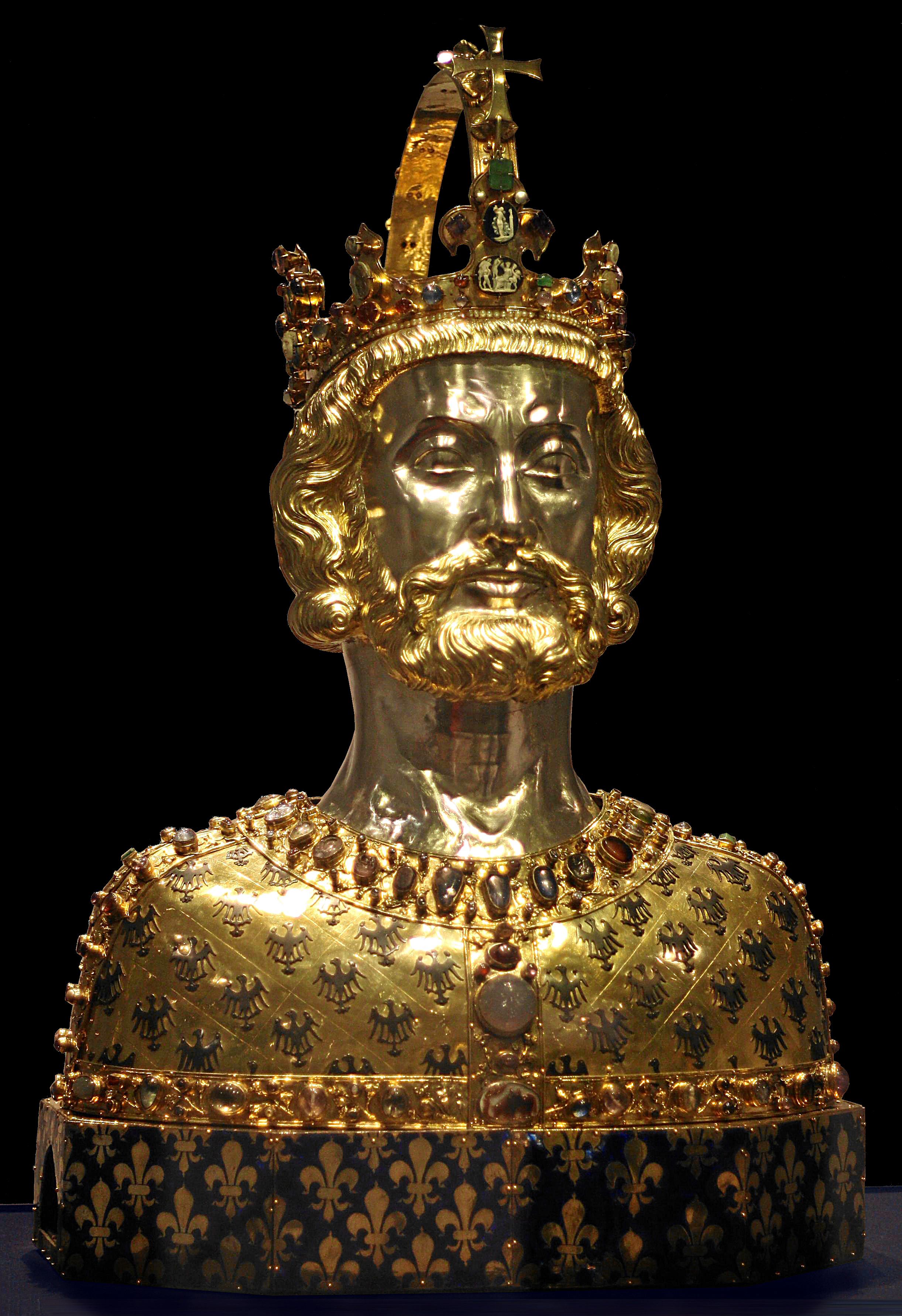
Bustul lui Carol.
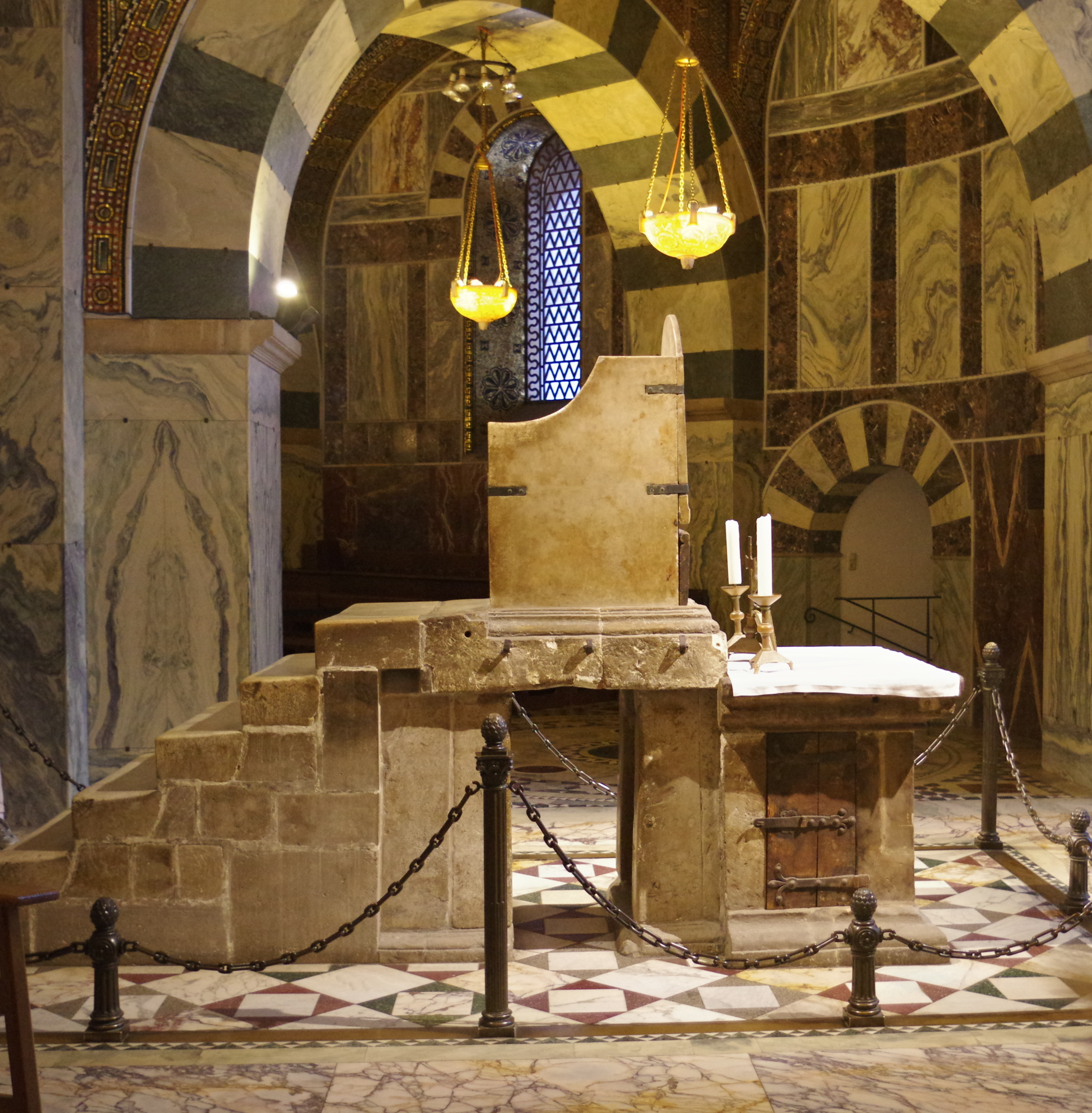
Tronul lui Carol.